# Стецовский, Юрий Исаакович
Ю́рий Исаа́кович Стецо́вский (10 января 1927, Днепропетровск — 11 августа, 2009, Москва) — советский и российский адвокат и правовед, историк российской адвокатуры. Доктор юридических наук (1980), профессор, заслуженный юрист РСФСР (1992).

## Биография
- Отец — Стецовский Исаак Михайлович, 1905, еврей, родился в Днепропетровске, Украинская ССР, на момент ареста проживал в Москве. Арестован 27.08.1936. Приговорён: 20.09.1936; ОСО при НКВД СССР; ст. КРТД (контрреволюционная троцкистская деятельность); срок: 5 лет лишения свободы. Прибыл в место отбывания наказания, 11.06.1938. Освобождён 09.07.1943, с 29 декабря 1928 по 1936 репрессировался, отбывал срок в лагерях Чибьи и Воркуты.
- Мать была репрессирована в 1937 и сослана в Тюмень вместе с Юрием и братом Львом.
- окончил юридический факультет МГУ.
- С 1956 по 2001 — адвокат Московской городской коллегии адвокатов.
- В 1968 защитил кандидатскую диссертацию на тему: «Функции и процессуальное положение адвоката-защитника и адвоката — представителя потерпевшего в советском уголовном процессе».
- В 1980 защитил докторскую диссертацию на тему: «Конституционный принцип обеспечения права обвиняемого на защиту в СССР (основные проблемы теории и практики)».
- преподаватель различных юридических дисциплин в нескольких вузах Москвы.
- эксперт в группе разработчиков Концепции судебной реформы в России и проекта главы «Судебная власть» Конституции РФ 1993, проекта Общей части УПК РФ, закона об адвокатуре СССР.
- участник Конституционного Совещания.
- С 1993 руководитель рабочей группы Государственно-правового управления Администрации Президента РФ, подготовившей законопроект «Об адвокатуре в Российской Федерации».
- С ноября 1994 вошёл в состав Совета по судебной реформе при Президенте РФ.
- С 1995 главный научный сотрудник научно-исследовательского и редакционно-издательского отдела НОУ высшего профессионального образования Российской Академии адвокатуры и нотариата.

Сферу его научных интересов составляли проблемы реализации права человека на защиту от уголовного преследования, истории адвокатуры в России.

## Публикации
- Адвокат в уголовном судопроизводстве. М., 1972;
- Вопросы права несовершеннолетнего обвиняемого на защиту в стадии предварительного расследования. Учебное пособие. Волгоград, 1979;
- Вопросы права несовершеннолетнего обвиняемого на защиту в стадии предварительного расследования. М., 1980.
- Советская адвокатура. М., 1989.
- История советских репрессий: т. 1 / Юрий Исаакович Стецовский; отв. ред. Л.Исакова. — М., 1997. — 600 с. — 3 000 экз. — ISBN 5-88445-011-7.
- История советских репрессий: т. 2 / Юрий Исаакович Стецовский; отв. ред. Л.Исакова. — М., 1997. — 433, [5] с. — 3 000 экз. — ISBN 5-88445-011-7.
- Судебная власть. М., 1999.
- Право на свободу и личную неприкосновенность: Нормы и действительность. М., 2001.
- Судебная власть: Учебное пособие. М., 2001.
- Судебная власть. М., 2002.
- совместно с Мирзоевым Г. Б. Профессиональный долг адвоката и его статус. М.,2003.
- Адвокатура. Сборник документов. М., 2005.
- Проблемы юридической помощи и уголовно-процессуальный закон. — М.: Европейский Университет Justo, 2006. — 96 c. — 1000 экз. — ISBN 5-903036-03-1.
- Адвокатура и государство. М., 2007.
- Пушкин глазами адвоката: Вчера. Сегодня. Завтра. М., 2009
- Становление адвокатуры в России. М., 2010.